# Jokūbas Šernas

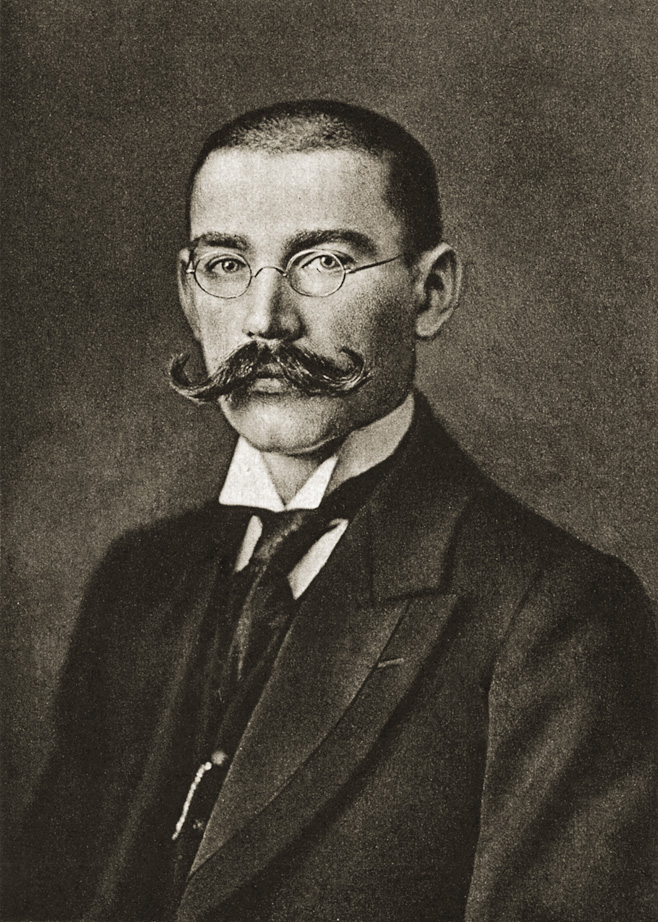
Jokūbas Šernas

Jokūbas Šernas pronunciaçãoⓘ(1888-1926) foi um advogado, jornalista, professor e banqueiro lituano, e um dos vinte signatários à Declaração de Independência da Lituânia.